# Lonchophylla thomasi
El murciélago longirostro de Thomas (Lonchophylla thomasi), también denominado murciélago nectívoro de Thomas, es una especie principalmente sudamericana aunque también aparece en el sur de América Central.

## Distribución
Se encuentra en Bolivia, Brasil, Colombia, Ecuador, Guayana Francesa, Guyana, Panamá, Perú, Surinam y Venezuela.